# Valencina de la Concepción (kommunhuvudort)
Valencina de la Concepción är en kommunhuvudort i Spanien.   Den ligger i provinsen Provincia de Sevilla och regionen Andalusien, i den sydvästra delen av landet, 400 km sydväst om huvudstaden Madrid. Valencina de la Concepción ligger 151 meter över havet och antalet invånare är 7 343.
Terrängen runt Valencina de la Concepción är huvudsakligen lite kuperad. Valencina de la Concepción ligger uppe på en höjd. Runt Valencina de la Concepción är det mycket tätbefolkat, med 1 956 invånare per kvadratkilometer. Närmaste större samhälle är Sevilla, 9,6 km öster om Valencina de la Concepción. Trakten runt Valencina de la Concepción består till största delen av jordbruksmark.